# Greatest Hits (album d'Aerosmith)
Pour les articles homonymes, voir Greatest Hits.
Albums de Aerosmith
Night in the Ruts
(1979) Rock in a Hard Place
(1982)
Greatest Hits est la première compilation du groupe de hard rock americain Aerosmith. Elle devint multi-platinium et contient les hits qui ont fait du groupe des icônes du rock des années 1970. Quelques versions remasterisées de l'album sont apparues dans les années 1990 et sont considérées comme en partie responsable du redressement de popularité du groupe dans cette période.
Certaines chanson ont été raccourcies par rapport à leurs versions originales, particulièrement Same old song And Dance, Sweet Emotion et Kings And Queens.
Greatest Hits a été l'album du groupe le plus vendu aux États-Unis, dépassant les 11 millions d'exemplaires. Le groupe a gagné un Diamond Award lorsque les ventes ont atteint 10 millions d'exemplaires en 2001.

## Listes des morceaux
1. Dream On 4:25 Steven Tyler (de l'album Aerosmith)
2. Same Old Song And Dance 3:03 Steven Tyler & Joe Perry (de l'album Get Your Wings)
3. Sweet Emotion 3:13 Steven Tyler & Tom Hamilton ( de l'album Toys in the Attic)
4. Walk This Way 3:31 Steven Tyler & Joe Perry (de l'album Toys in the Attic)
5. Last Child 3:27 Steven Tyler & Brad Whitford (de l'album Rocks)
6. Back in the Saddle 4:40 Steven Tyler & Joe Perry (de l'album Rocks)
7. Draw the Line 3:22 Steven Tyler & Joe Perry (de l'album Draw the Line)
8. Kings And Queens 3:47 T. Hamilton, J. Kramer, S. Tyler,B. Whitford, Jack Douglas (de l'album Draw the Line)
9. Come Together* 3:45 John Lennon & Paul McCartney (de l'album Sgt. Pepper's Lonely Hearts Club Band (soundtrack) )
10. Remember (Walking In The Sand) 4:04 George "Shadow" Morton (de l'album Night in the Ruts)

## Charts
Album - Billboard (North America)
| Year | Chart             | Position |
| ---- | ----------------- | -------- |
| 1987 | The Billboard 200 | 53       |

## Certifications
| Organization | Level                  | Date              |
| ------------ | ---------------------- | ----------------- |
| RIAA - USA   | Gold                   | 3 mars 1981       |
| RIAA - USA   | Platinum               | 27 janvier 1986   |
| RIAA - USA   | 2x Platinum            | 24 novembre, 1986 |
| RIAA - USA   | 4x Platinum            | 21 novembre 1988  |
| RIAA - USA   | 5x Platinum            | 29 avril 1991     |
| RIAA - USA   | 6x Platinum            | 10 mars 1992      |
| RIAA - USA   | 8x Platinum            | 21 octobre 1994   |
| RIAA - USA   | 9x Platinum            | 1er août 1996     |
| RIAA - USA   | Diamond (10x Platinum) | 26 février 2001   |
| RIAA - USA   | 11x Platinum           | 13 décembre 2007  |